# Pseudosuberites carnosus
Pseudosuberites carnosus är en svampdjursart som först beskrevs av Johnston 1842.  Pseudosuberites carnosus ingår i släktet Pseudosuberites, och familjen Suberitidae. Arten är reproducerande i Sverige.